# بیرگ
بیرگ (به هلندی: Berg) یک منطقهٔ مسکونی در هلند است که در ایسدن-مارخراتن واقع شده‌است. بیرگ ۰٫۶۴ کیلومتر مربع مساحت و ۱۶۰ نفر جمعیت دارد.